# Sayalonga
Sayalonga è un comune spagnolo di 1 274 abitanti situato nella comunità autonoma dell'Andalusia.

## Amministrazione

### Gemellaggi
- Piaggine